# Kaiserturm (Wernigerode)
Der Kaiserturm ist ein Aussichtsturm auf dem 477,8 m ü. NHN hohen Armeleuteberg, der sich südlich der Kernstadt von Wernigerode im sachsen-anhaltischen Landkreis Harz erhebt.
Der Turm wurde vom fürstlich-stolbergischen Baumeister Paul Kilburger entworfen, vom Wernigeröder Hotelier Edmund Lührmann finanziert und zwischen dem 29. Mai und 1. September 1902 zu Ehren Kaiser Wilhelm II. errichtet. Die Bausteine stammen hauptsächlich aus dem Steinbruch Königsberg bei Schierke. 1992 wurde der 12 m hohe Turm grundlegend saniert und wieder begehbar gemacht.
Die Aussicht vom Turm erstreckt sich auf den Nordharz bis hinauf zum Brocken, den Büchenberg und die Harburg. Besonders markant ist der Blick nach Wernigerode mit dem Schloss Wernigerode.
Seit 2014 ist der Kaiserturm als Rapunzelturm Endpunkt des Wernigeröder Märchenweges, der vom Hasseröder Ferienpark bis zum Armeleutepark verläuft.